# Eystri-Rangá
Die Eystri-Rangá (östliche Rangá) ist ein Fluss im Süden von Island, ca. 100 km östlich von Reykjavík.

## Allgemeine Daten
Es handelt sich um (größtenteils) um einen Quellfluss, einen Nebenfluss der Þverá. Die Eystri-Rangá entspringt nordöstlich des Tindfjallajökull und ist etwa 60 km lang. Die Wassermenge ist übers Jahr nur geringen Veränderungen unterworfen und beträgt etwa 15–25 m³/s. Die höchste in der Eystri-Rangá gemessene Wassermenge betrug 250 m³/s (bis 1988).

## Flusslauf
Der Fluss entspringt auf dem südlichen Hochland von Island, genauer gesagt auf dem Rangvellingaafrett, südwestlich des Laufafell. Sie fließt am Fuße des Tindfjallajökull entlang, von dem einige Zuflüsse herunterkommen. Einige Wasserfälle befinden sich im Fluss. Die Eystri-Rangá mündet östlich von Oddi in die Þverá.
Auf zwei Brücken lässt sich der Fluss überqueren, die erste stammt von 1914 und befindet sich bei Djúpadal, die zweite von 1969 befindet sich beim Bauernhofmuseum Keldur. Das Wasser des Flusses wird zur Bewässerung genutzt. Außerdem ist er ein bekannter Lachsfluss mit einer Fangmenge von 2.000 bis 7.000 Lachsen pro Saison.